# 田辺和夫
田辺 和夫（たなべ かずお、1945年9月29日 - 2024年5月19日）は、日本の経営者。中央三井信託銀行社長、会長を務めた。

## 経歴
東京都出身。1969年に東京大学経済学部を卒業し、同年に三井信託銀行に入社。1996年に取締役に就任し、1998年に常務、1999年4月に専務を経て、2000年4月に中央三井信託銀行で専務に就任し、2001年5月に副社長を経て、2003年6月に社長に昇格した。2007年6月には中央三井トラスト・ホールディングス社長も就任。2011年4月には三井住友トラスト・ホールディングス初代社長に就任。
2024年5月19日、誤嚥性肺炎のため死去。78歳没。